# Голі-Бридж (Західна Вірджинія)
Голі-Бридж (англ. Gauley Bridge) — місто (англ. town) в США, в окрузі Фаєтт штату Західна Вірджинія. Населення — 553 особи (2020).

## Географія
Голі-Бридж розташоване за координатами 38°10′1″ пн. ш. 81°12′34″ зх. д. / 38.16694° пн. ш. 81.20944° зх. д. (38.166817, -81.209442).  За даними Бюро перепису населення США в 2010 році місто мало площу 4,22 км², з яких 4,10 км² — суходіл та 0,12 км² — водойми.

## Демографія
Згідно з переписом 2010 року, у місті мешкало 614 осіб у 279 домогосподарствах у складі 159 родин. Густота населення становила 146 осіб/км².  Було 361 помешкання (86/км²).
Расовий склад населення:
| - 98,9 % — білих - 0,3 % — корінних американців |

До двох чи більше рас належало 0,8 %. Частка іспаномовних становила 0,5 % від усіх жителів.
За віковим діапазоном населення розподілялося таким чином: 19,4 % — особи молодші 18 років, 63,3 % — особи у віці 18—64 років, 17,3 % — особи у віці 65 років та старші. Медіана віку мешканця становила 43,5 року. На 100 осіб жіночої статі у місті припадало 93,7 чоловіків;  на 100 жінок у віці від 18 років та старших — 88,2 чоловіків також старших 18 років.
Середній дохід на одне домашнє господарство  становив 43 332 долари США (медіана — 37 344), а середній дохід на одну сім'ю — 43 995 доларів (медіана — 37 344). Медіана доходів становила 36 406 доларів для чоловіків та 20 875 доларів для жінок. За межею бідності перебувало 17,4 % осіб, у тому числі 23,6 % дітей у віці до 18 років та 8,0 % осіб у віці 65 років та старших.
Цивільне працевлаштоване населення становило 268 осіб. Основні галузі зайнятості: освіта, охорона здоров'я та соціальна допомога — 26,9 %, роздрібна торгівля — 14,6 %, сільське господарство, лісництво, риболовля — 9,3 %, публічна адміністрація — 9,0 %.